# 埃茲庫格
埃茲庫格（挪威語：Eidskog）是挪威内陆郡的一個市镇，行政中心为斯科特呂德村。市镇面积为641平方公里，人口数量为6,028人（2023年），人口密度为每平方公里10人。